# Mirna Ortiz
Pour les articles homonymes, voir Ortiz.
Mirna Sucely Ortiz Flores, née le 28 février 1987 à Guatemala, est une athlète guatémaltèque pratiquant la marche athlétique.
Elle est la femme du marcheur Erick Barrondo.

## Carrière
Mirna Ortiz est médaillée d'argent du 20 kilomètres marche aux Jeux panaméricains de 2011 à Guadalajara. Elle est disqualifiée du 20 kilomètres marche féminin aux Jeux olympiques d'été de 2012 à Londres puis remporte la médaille d'or sur la même distance aux Jeux bolivariens de 2013 à Trujillo et aux Jeux d'Amérique centrale et des Caraïbes de 2014 à Xalapa. Elle est 30e du 20 kilomètres marche féminin aux Jeux olympiques d'été de 2016 à Rio de Janeiro.
Elle obtient la médaille d'argent du 50 kilomètres marche aux Jeux panaméricains de 2019 à Lima.
Le 23 juin 2021, elle est nommée avec le skipper Juan Ignacio Maegli porte-drapeau de la délégation guatémaltèque pour la cérémonie d'ouverture des Jeux olympiques d'été de 2020 à Tokyo ; Mirna Ortiz n'étant pas arrivée à temps à Tokyo, elle est remplacée par la skipper Isabella Maegli,. Elle est 44e du 20 kilomètres marche lors de ces Jeux.

## Palmarès
| Date | Compétition           | Lieu     | Résultat | Épreuve         | Temps             |
| ---- | --------------------- | -------- | -------- | --------------- | ----------------- |
| 2022 | Championnats du monde | Eugene   | 15e      | 35 km marche    | 2 h 54 min 00 s   |
| 2022 | Championnats NACAC    | Freeport | 1re      | 20 000 m marche | 1 h 40 min 4 s 78 |